# Manfred Voigt (Basketballspieler)
Manfred Voigt (* 28. November 1956 in Bamberg) ist ein ehemaliger deutscher Basketballnationalspieler.

## Laufbahn
Ab der Saison 1973/74 zählte Voigt zum Bundesliga-Kader des 1. FC Bamberg.
Der 2,02 Meter große Innenspieler nahm im Sommer 1974 mit der bundesdeutschen Auswahlmannschaft an der Junioren-Europameisterschaft in Frankreich teil und war mit einem Mittelwert von 13,5 Punkten pro Begegnung bester Werfer der Deutschen.
1978 verließ er Bamberg in Richtung des Staffelkonkurrenten Post SV Bayreuth. Am Ende der Saison 1978/79 nahm Voigt die Hauptrolle in der Begegnung zwischen Bayreuth und seinem vorherigen Verein Bamberg im entscheidenden Spiel um den Klassenverbleib ein. Unmittelbar vor dem Spielende erzielte Voigt den Korb zum 81:79 für Bayreuth, obwohl er dabei gefoult wurde. Durch den Sieg blieb er mit Bayreuth in der Bundesliga, die Bamberger, die vergeblich Einspruch einlegten, weil bei Voigts Korberfolg ihrer Ansicht nach bereits die Spielzeit abgelaufen war, mussten absteigen. Voigt wechselte anschließend seines Studiums wegen nach Niedersachsen und spielte noch bis 1987 für den MTV Wolfenbüttel (ab 1984 in der 2. Basketball-Bundesliga). Insgesamt brachte es Voigt während seiner Laufbahn in der Basketball-Bundesliga auf 2398 Punkte. 1982 bestritt er drei A-Länderspiele für die BRD.